# Кесме
Кеспе (кирг. кесме,  тур. erişte) — это вид яичной лапши, который встречается в разных кухнях тюркских народов, включая киргизскую и казахскую кухню. Он также встречается в турецкой кухне и называется erişte в современном стандартном турецком языке. Само слово является номинализацией глагола «нарезать», что является отсылкой на нарезание теста, из которого готовят лапшу. Термин может касаться лапши или готового блюда, приготовленного из неё. Кесме традиционно является домашним блюдом, и не часто её подают в ресторанах или кафе. В Турции кесме известен как «erişte», и его едят обычно зимой. Его готовят из муки, яиц, воды, соли и молока. Эти ингредиенты переделывают в тесто, которое раскатывают, режут и сушат на солнце или в духовке после высушивания на протяжении дня.

## Ингредиенты и приготовление
Тесто для кесме обычно состоит из муки, воды, соли и яиц. Тесто раскатывают в большой тонкий круг и оставляют на некоторое время высохнуть. Потом его слегка присыпают мукой, складывают несколько раз в виде аккордеона и нарезают полосками, которые потом отделяют. Кесме можно сразу отварить в бульоне, который часто содержит ингредиенты, такие как картофель, мясо, морковь, перец и помидоры, либо оставить для затвердения и хранения. Кесме часто готовят в казане.

## Реште
Рештех или реште (перс. رشته‎) — это персидская лапша из цельной пшеницы. Традиционно лапша является домашним продуктом. Рештех, который используется в иранской кухне, может быть более густой лапшой из цельной пшеницы. «Рештех» было единым словом для обозначения лапши в арабских кулинарных книгах XIII-XIV веков.
Особенная символика придаётся блюдам, содержащим лапшу, когда должен состояться важный визит. Традиционным блюдом в Иране является рештех-полов (reshteh polow), подаваемый во время Персидского нового года, который символизирует переплетённые нити жизни и семьи. Лапша используется для блюд по особому случаю, для благодарности и особенно для путешествий в Мекку.

## Галерея
- Тарелка кесме
- Сушка кесме
- Кесме в супермаркете в Анкаре